# PySide
PySide — прив'язка мови Python до крос-платформного GUI інструментарію Qt. Це одна з альтернатив в GUI програмуванні на Python до Tkinter, який входить до стандартних пакетів Python. Як і Qt, PySide є вільним ПЗ. Проєкт почався з використання Boost.Python з бібліотек Boost для C++, а потім перемкнувся на генератор прив'язок Shiboken для зменшення розміру бінарників та споживання пам'яті.
PySide був випущений під ліцензією LGPL в серпні 2009 компанією Nokia, колишнніми власниками інструментарію Qt, після того як Nokia не змогла досягти домовленості з розробниками PyQt, компанією Riverbank Computing, для приведення умов їхньої ліцензії до сумісності з LGPL як альтернативної ліцензії.
PySide підтримує Linux/X11, Mac OS X, MeeGo, Windows та Maemo.

## Приклад «Hello, World!»
```
import
 
sys

from
 
PySide
 
import
 
QtGui

app
 
=
 
QtGui
.
QApplication
(
sys
.
argv
)

win
 
=
 
QtGui
.
QWidget
()

win
.
resize
(
320
,
 
240
)
  

win
.
setWindowTitle
(
"Hello, World!"
)
 

win
.
show
()
  

sys
.
exit
(
app
.
exec_
())

```

## Зноски
1. ↑  Shiboken. Pyside.org. Архів оригіналу за 26 серпня 2013. Процитовано 25 травня 2010.
2. ↑  Архівована копія. Архів оригіналу за 25 жовтня 2009. Процитовано 28 лютого 2013.{{cite web}}:  Обслуговування CS1: Сторінки з текстом «archived copy» як значення параметру title (посилання)
3. ↑  FAQ – PySide – Python for Qt. Pyside.org. Архів оригіналу за 26 серпня 2013. Процитовано 25 травня 2010. [Архівовано 2011-04-06 у Wayback Machine.]